# 茨城県道233号山王下妻線

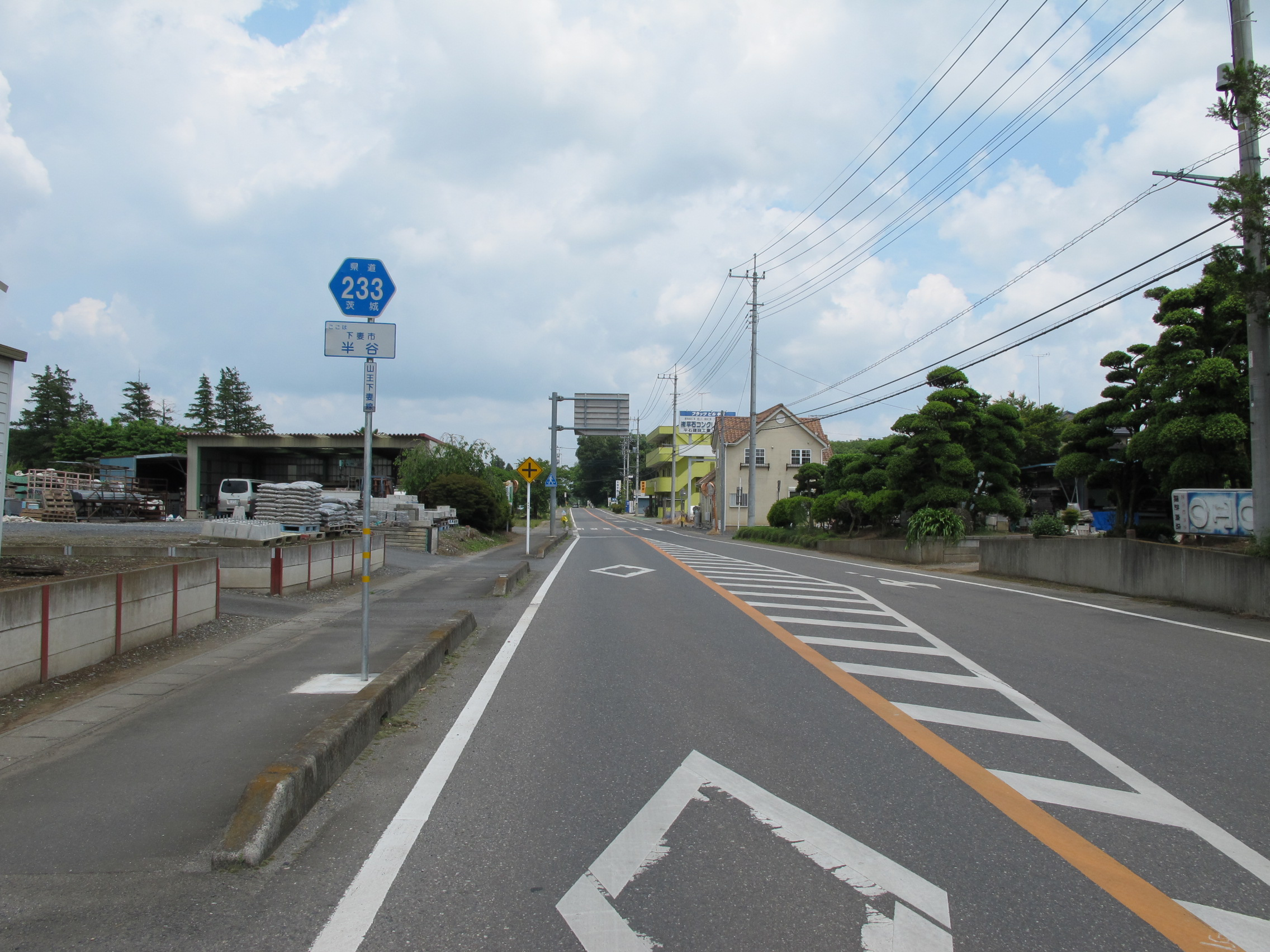
下妻市半谷（2012年6月）

茨城県道233号山王下妻線（いばらきけんどう233ごう さんのうしもつません）は、茨城県結城市大字山王から下妻市に至る一般県道である。

## 概要
結城市山王を通る茨城県道23号筑西三和線の山王交差点より分岐して南下して鬼怒川に架かる駒城橋を渡り、下妻市若柳の茨城県道357号谷和原筑西線に接続する県道路線。下妻市内の現道の南側に並行してバイパス道路の整備が進められている。

### 路線データ
- 起点：茨城県結城市大字山王字芋保337番（茨城県道23号筑西三和線交点〈山王交差点〉）[1]
- 終点：
  - 現道：茨城県下妻市大字若柳字収本乙133番（茨城県道357号谷和原筑西線交点）[1]
  - 新道：茨城県下妻市大字平川戸字五反田638番1地先（国道294号常総バイパス交点）[2]
- 総延長：11.314 km[3]
- 重用延長：0.929 km[3]
- 未供用延長：なし[3]
- 実延長：10.385 km[3]
- 自動車交通不能区間延長[注釈 1]：なし[3]

## 歴史
1971年（昭和46年）11月29日、新たな一般県道として、結城市大字山王を起点とし、下妻市の終点まで至る区間を茨城県が県道路線認定した。
1995年（平成7年）に、整理番号変更により現在の整理番号233となり、現在に至る。

### 年表
- 1971年（昭和46年）11月29日
  - 市道、町道が昇格し現在の路線である県道山王下妻線（結城市大字山王 - 下妻市、整理番号388）として路線認定[4]。
  - 道路区域は、結城市大字山王 - 下妻市大字若柳（10.40 km）に指定され、鬼怒川を渡る駒城橋を除く区間が供用開始される[1]。
  - 同時に、起点側区間の前身路線にあたる県道内野山貝谷結城線（猿島郡猿島町大字内野山 - 結城市大字山王、整理番号160）が路線廃止される[5][注釈 2]。
- 1982年（昭和57年）1月12日：結城郡八千代町大字高崎 - 下妻市大字黒駒の狭隘だった現道（1.225 km）を拡幅改良供用開始[6]。
- 1983年（昭和58年）12月19日：八千代町大字高崎 - 下妻市大字黒駒の旧道の鬼怒川渡河区間（357 m）を指定解除し、八千代町道へ降格[7]。
- 1986年（昭和61年）2月20日：下妻市大字黒駒地内の旧道（716 m）が指定解除され下妻市道へ降格[8][注釈 3]。
- 1987年（昭和62年）3月30日：下妻市大字黒駒地内のバイパス・通称グリーンライン（1.29 km）開通[9]。
- 1987年（昭和62年）8月20日：下妻市大字黒駒地内（ - 主要地方道結城下妻線交点）の旧道（918 m）が指定解除され下妻市道へ降格[10]。
- 1995年（平成7年）3月30日：整理番号388から現在の番号（整理番号233）に変更される[11]。
- 2000年（平成12年）4月1日：八千代町高崎 - 下妻市黒駒、下妻市大字半谷 - 下妻市大字大木の各区間が、通行する車両の最大重量限度25トンの道路に指定される[12]。
- 2003年（平成15年）10月16日：下妻市大字半谷 - 同市大字平川戸まで主要地方道結城下妻線との重用及びバイパス新設する道路区域（5.01 km）が決定[2]。
- 2014年（平成26年）11月25日：下妻市大宝（県道谷和原筑西線交点） - 下妻市平川戸（国道294号交点）にバイパス道路の一部（約0.7 km）を供用開始[13]。
- 2020年（令和2年）4月1日：結城郡八千代町高崎（県道136号交点） - 下妻市黒駒（県道15号交点）を、通行する車両の高さの最高限度が4.1メートルの道路に指定[14]。
- 2023年（令和5年）4月1日：結城郡八千代町大字大里 - 結城郡八千代町高崎（県道136号交点）を、通行する車両の総重量の最高限度25トンの道路に指定[15]。

## 路線状況
下妻市半谷から同市南原を経て、下妻市平川戸で国道294号常総バイパスに接続するバイパス道路を整備中である（2015年末現在）。

### バイパス
- 都市計画道路 南原平川戸線
下妻市南原（主要地方道結城下妻線） - 平川戸（国道294号）を東西に結ぶ計画延長3.9km、幅員16m（車道部6.0m/2車線）の幹線道路[16]。このうち、下妻市大宝（県道谷和原筑西線） - 国道294号間の一部区間（延長700m）が、県道山王下妻線バイパスとして茨城県施工で平成14年度から整備が進められ、2014年（平成26年）11月25日に同区間が開通した[13]。

### 重複区間
- 茨城県道15号結城下妻線（下妻市黒駒 - 同市南原：約2.1km）

### 道路施設
- 駒城橋（鬼怒川、八千代町 - 下妻市境）
- 北台橋（北台川、下妻市黒駒）
- 大神橋（糸繰川、下妻市大宝）

## 地理

### 通過する自治体
- 結城市 - 結城郡八千代町 - 下妻市

### 交差する道路
- 茨城県道136号高崎坂東線（結城郡八千代町高崎）
- 茨城県道15号結城下妻線（結城市山王、山王交差点）

### 沿線
- 大渡戸ふるさとコミュニティセンター（八千代町高崎）